# Aphelandra haughtii
Aphelandra haughtii är en akantusväxtart som beskrevs av Emery Clarence Leonard. Aphelandra haughtii ingår i släktet Aphelandra och familjen akantusväxter. Inga underarter finns listade i Catalogue of Life.